# Bistum Saint Cloud
Das Bistum Saint Cloud (lat.: Dioecesis Sancti Clodoaldi, engl.: Diocese of Saint Cloud) ist eine in Minnesota in den Vereinigten Staaten gelegene römisch-katholische Diözese mit Sitz in Saint Cloud.

## Geschichte
Papst Pius IX. gründete das Apostolische Vikariat Nordminnesota am 12. Februar 1875 aus Gebietsabtretungen des Bistums Saint Paul.
Am 22. September 1889 wurde es zum Bistum erhoben, das dem Erzbistum Saint Paul als Suffragandiözese unterstellt wurde. Einen Teil seines Territoriums verlor es am 3. Oktober dieses Jahres zugunsten der Errichtung des Bistums Duluth.

## Territorium
Das Bistum Saint Cloud umfasst die Countys Stearns, Sherburne, Benton, Morrison, Mille Lacs, Kennebec, Isanti, Pope, Stevens, Traverse, Grant, Douglas, Wilkin, Otter Tail, Todd und Wadena des Bundesstaates Minnesota.

## Ordinarien

### Apostolischer Vikar von Nordminnesota
- Rupert Seidenbusch OSB (12. Februar 1875–19. Oktober 1888)

### Bischöfe von Saint Cloud
- Johann Joseph Friedrich Otto Zardetti (22. September 1889–6. März 1894, dann Erzbischof ad personam von Bukarest)
- Martin Marty OSB (21. Januar 1895–19. September 1896)
- James Trobec (5. Juli 1897–15. April 1914)
- Joseph Francis Busch (19. Januar 1915–31. Mai 1953)
- Peter William Bartholome (31. Mai 1953–31. Januar 1968)
- George Henry Speltz (31. Januar 1968–13. Januar 1987)
- Jerome George Hanus OSB (6. Juli 1987–23. August 1994, dann Koadjutorerzbischof von Dubuque)
- John Francis Kinney (9. Mai 1995–20. September 2013)
- Donald Joseph Kettler, (20. September 2013–15. Dezember 2022)
- Patrick Neary CSC (seit 15. Dezember 2022)